# Isomyia pseudoculosa
Isomyia pseudoculosa är en tvåvingeart som först beskrevs av Peris 1956.  Isomyia pseudoculosa ingår i släktet Isomyia och familjen Rhiniidae.
Artens utbredningsområde är Madagaskar. Inga underarter finns listade i Catalogue of Life.